# Leseholz

Frau mit Leseholz

Bei Leseholz, auch Raffholz oder Klaubholz, handelt es sich um „dürres holz, das armen leuten aus den wäldern aufzulesen erlaubt ist“. Das Einsammeln von Leseholz war über Jahrhunderte die wichtigste Möglichkeit für Arme, Brennmaterial für den Winter zu beschaffen.

## Beschaffenheit

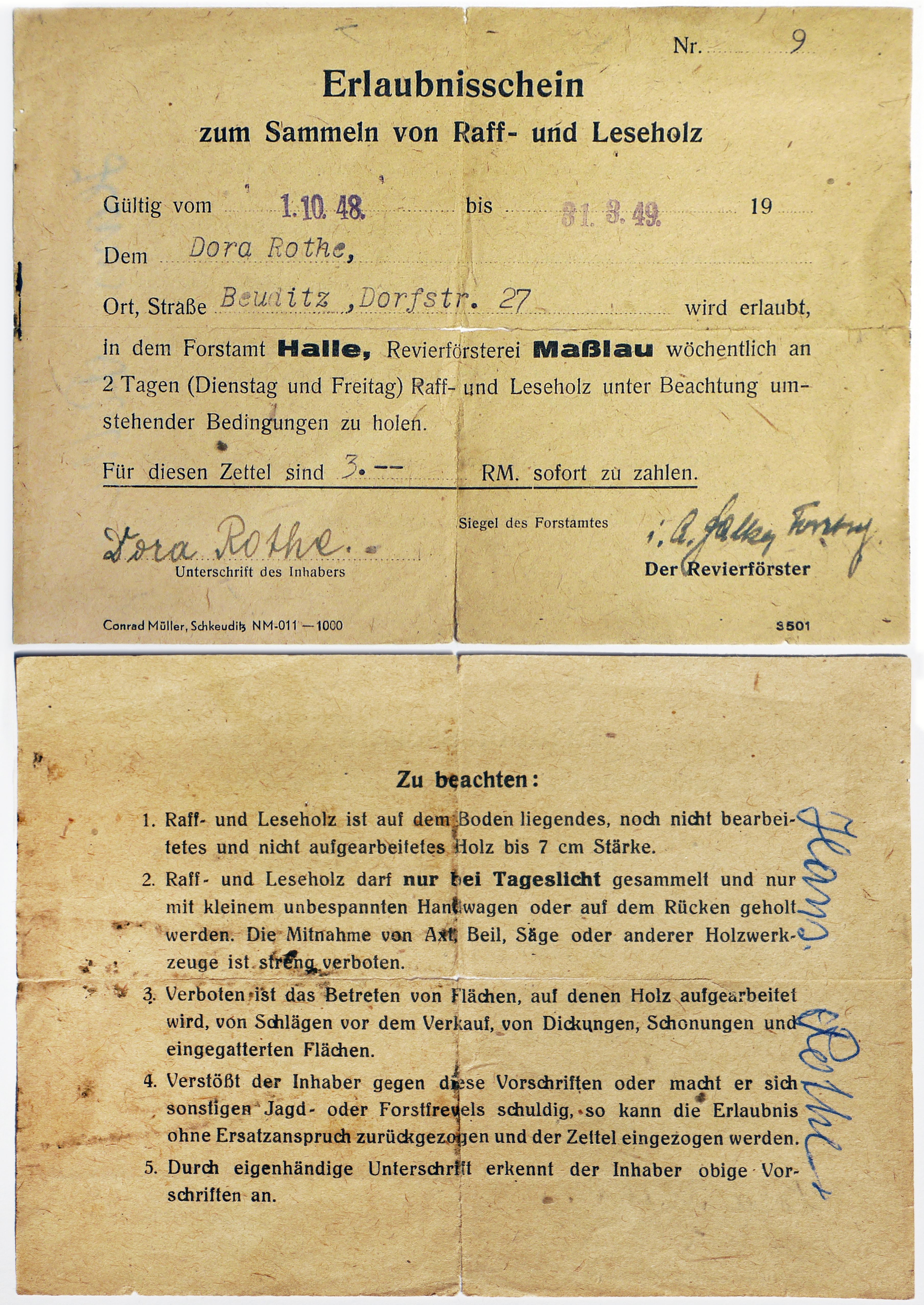
Erlaubnisschein zum Sammeln von Raff- und Leseholz, Forstamt Halle 1948

Es geht dabei um stehendes oder liegendes Holz, welches am Stock nicht mehr als 16 Zentimeter Durchmesser hat. Ebenfalls zählen Äste, Rinde, Schlagabfälle, lose Stöcke, Späne und Wurzeln dazu. Nach preußischem Landrecht gehörte dazu nur der Abfall an trockenen Ästen und der in den Schlägen zurückgelassene Abraum.

## Deutschland
Das Sammeln von Leseholz für den privaten Bedarf ist frei, wenn im entsprechenden Landeswaldgesetz beziehungsweise Gemeindewaldgesetz nichts anderes geregelt ist.
So heißt es etwa im Waldgesetz für das Land Mecklenburg-Vorpommern an entsprechender Stelle:

„Holz darf im Staatswald für den eigenen Bedarf gesammelt werden, wenn es sich um zu Boden gefallenes, dürres oder angefaultes Holz unter 10 cm Durchmesser handelt, solange eine ordnungsgemäße Forstwirtschaft hierdurch nicht gefährdet wird. Die Entnahme von Leseholz aus dem Privat- oder Körperschaftswald bedarf der Erlaubnis des Waldbesitzers.“

In den Regelungen kann das Lesen auf bestimmten Flächen (z. B. eingezäunte Bestände) oder zu bestimmten Zeiten (z. B. vor Abschluss der Holzerntearbeiten) verboten sein oder es gibt Beschränkungen hinsichtlich der Transportmittel (z. B. nur mit Handwagen).

## Schweiz
In der Schweiz ist das Lesen durch das Jedermannszutrittsrecht geregelt, erlaubt ist ein «ortsüblicher Umfang» (Art. 699 ZGB). 
Kantone oder Gemeinden können das einschränken, beziehungsweise genauer definieren, was unter «ortsüblichem Umfang» verstanden wird. Beispielsweise haben im Kanton Graubünden verschiedene Gemeinden in ihren kommunalen Waldgesetzen definiert, was unter Leseholz zu verstehen ist, und wer zu dessen Nutzung berechtigt ist. Zum Beispiel definiert Artikel 24 des Waldgesetzes der Gemeinde Grüsch Leseholz als «stehendes oder liegendes, dürres Holz, das am Stock nicht mehr als 16 cm Durchmesser aufweist, sowie Äste, Rinde, Schlagabfälle und lose Stöcke» und bestimmt in Artikel 25, dass leseholzberechtigt «ist, wer in der Gemeinde Wohnsitz hat. Ferienhausbesitzer können mit der ausdrücklichen Bewilligung des Revierforstamtes Leseholz sammeln.»